# Montcoy
Montcoy est une commune française située dans le département de Saône-et-Loire, en région Bourgogne-Franche-Comté.

## Géographie
Montcoy fait partie de la Bresse chalonnaise.

### Climat
Pour des articles plus généraux, voir Climat de la Bourgogne-Franche-Comté et Climat de Saône-et-Loire.
En 2010, le climat de la commune est de type climat océanique dégradé des plaines du Centre et du Nord, selon une étude du Centre national de la recherche scientifique s'appuyant sur une série de données couvrant la période 1971-2000. En 2020, Météo-France publie une typologie des climats de la France métropolitaine dans laquelle la commune est exposée à un climat semi-continental et est dans la région climatique Bourgogne, vallée de la Saône, caractérisée par un bon ensoleillement (1 900 h/an), un été chaud (18,5 °C), un air sec au printemps et en été et des vents faibles.
Pour la période 1971-2000, la température annuelle moyenne est de 11,1 °C, avec une amplitude thermique annuelle de 17,8 °C. Le cumul annuel moyen de précipitations est de 830 mm, avec 11,1 jours de précipitations en janvier et 7,4 jours en juillet. Pour la période 1991-2020, la température moyenne annuelle observée sur la station météorologique de Météo-France la plus proche, « Saint-Marcel », sur la commune de Saint-Marcel à 9 km à vol d'oiseau, est de 12,3 °C et le cumul annuel moyen de précipitations est de 818,4 mm. 
La température maximale relevée sur cette station est de 41,8 °C, atteinte le 12 août 2003 ; la température minimale est de −20 °C, atteinte le 16 janvier 1985,,.
Les paramètres climatiques de la commune ont été estimés pour le milieu du siècle (2041-2070) selon différents scénarios d'émission de gaz à effet de serre à partir des nouvelles projections climatiques de référence DRIAS-2020. Ils sont consultables sur un site dédié publié par Météo-France en novembre 2022.

## Urbanisme

### Typologie
Au 1er janvier 2024, Montcoy est catégorisée commune rurale à habitat dispersé, selon la nouvelle grille communale de densité à sept niveaux définie par l'Insee en 2022.
Elle est située hors unité urbaine. Par ailleurs la commune fait partie de l'aire d'attraction de Chalon-sur-Saône, dont elle est une commune de la couronne,. Cette aire, qui regroupe 109 communes, est catégorisée dans les aires de 50 000 à moins de 200 000 habitants,.

### Occupation des sols
L'occupation des sols de la commune, telle qu'elle ressort de la base de données européenne d’occupation biophysique des sols Corine Land Cover (CLC), est marquée par l'importance des forêts et milieux semi-naturels (72,3 % en 2018), une proportion sensiblement équivalente à celle de 1990 (72,5 %). La répartition détaillée en 2018 est la suivante : forêts (72,3 %), terres arables (13 %), zones agricoles hétérogènes (8,7 %), prairies (5,9 %). L'évolution de l’occupation des sols de la commune et de ses infrastructures peut être observée sur les différentes représentations cartographiques du territoire : la carte de Cassini (XVIIIe siècle), la carte d'état-major (1820-1866) et les cartes ou photos aériennes de l'IGN pour la période actuelle (1950 à aujourd'hui).

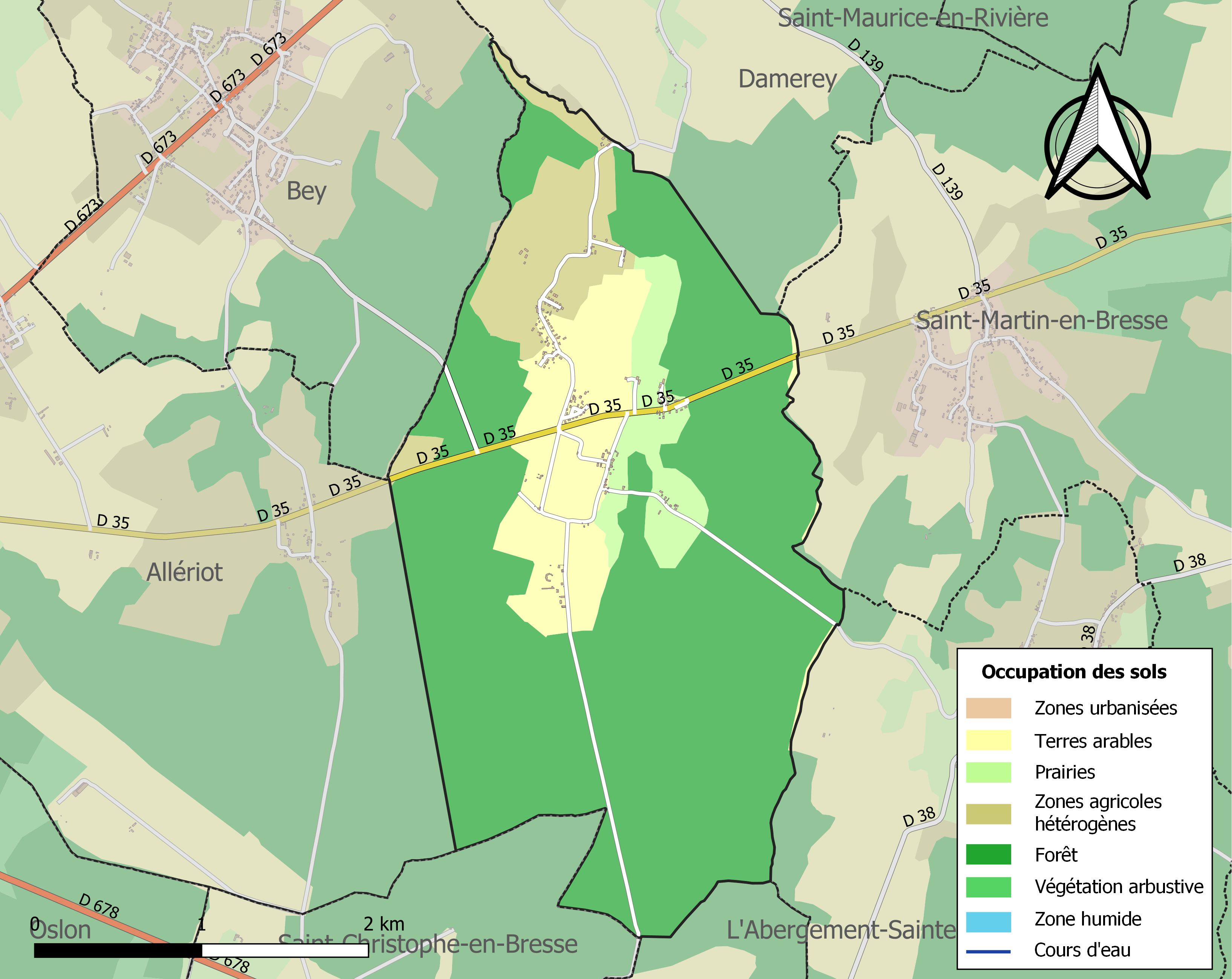
Carte des infrastructures et de l'occupation des sols de la commune en 2018 (CLC).

## Politique et administration

### Tendances politiques et résultats

#### Élections présidentielles
Le village de Montcoy place en tête à l'issue du premier tour de l'élection présidentielle française de 2017, Marine Le Pen (RN) avec 34,32 % des suffrages. Mais lors du second tour, Emmanuel Macron (LaREM) est en tête avec 50,68 %.

#### Élections législatives
Le village de Montcoy faisant partie de la quatrième circonscription de Saône-et-Loire, place en tête lors du 1er tour des élections législatives françaises de 2022, Cécile Untermaier (PS), députée sortante, arrive en tête avec 27,55 % des suffrages comme lors du second tour, avec cette fois-ci, 50,55 % des suffrages.

#### Élections régionales
Le village de Montcoy place la liste « Notre Région Par Cœur » menée par Marie-Guite Dufay, présidente sortante (PS) en tête, dès le 1er tour des élections régionales de 2021 en Bourgogne-Franche-Comté, avec 39,13 % des suffrages. Lors du second tour, les habitants décideront de placer de nouveau la liste de « Notre Région Par Cœur » menée par Marie-Guite Dufay, présidente sortante (PS) en tête, avec cette fois-ci, près de 38,37 % des suffrages. Devant les autres listes menées par Julien Odoul (RN) en seconde position avec 25,58 %, Gilles Platret (LR), troisième avec 23,26 % et en dernière position celle de Denis Thuriot (LaREM) avec 12,79 %. Il est important de souligner une abstention record lors de ces élections qui n'ont pas épargné le village de Montcoy avec lors du premier tour 63,73 % d'abstention et au second, 55,39 %.

#### Élections départementales
Le village de Montcoy faisant partie du canton d'Ouroux-sur-Saône place le binôme de Jean-Michel Desmard (DVD) et Elisabeth Roblot (DVD), en tête, dès le 1er tour des élections départementales de 2021 en Saône-et-Loire avec 67,19 % des suffrages. Lors du second tour, les habitants décideront de placer de nouveau le binôme de Jean-Michel Desmard (DVD) et Elisabeth Roblot (DVD), en tête, avec cette fois-ci, près de 73,17 % des suffrages. Devant l'autre binôme menée par Valérie Deloge (RN) et Alain Taulin (RN) qui obtient 26,83 %. Il est important de souligner une abstention record lors de ces élections qui n'ont pas épargné le village de Montcoy avec lors du premier tour 64,22 % d'abstention et au second, 55,88 %.

### Liste des maires de Montcoy
| Période                                  | Période   | Identité        | Étiquette | Qualité                                                            |
| ---------------------------------------- | --------- | --------------- | --------- | ------------------------------------------------------------------ |
| avant 1988                               | ?         | Gilbert Genot   | PS        |                                                                    |
| mars 2001                                | mars 2014 | Jean-Luc Voiret | PS        | Conseiller général du canton de Saint-Martin-en-Bresse (2001-2015) |
| mars 2014                                | en cours  | Olivier Mele    |           |                                                                    |
| Les données manquantes sont à compléter. |           |                 |           |                                                                    |

## Démographie
L'évolution du nombre d'habitants est connue à travers les recensements de la population effectués dans la commune depuis 1793. Pour les communes de moins de 10 000 habitants, une enquête de recensement portant sur toute la population est réalisée tous les cinq ans, les populations de référence des années intermédiaires étant quant à elles estimées par interpolation ou extrapolation. Pour la commune, le premier recensement exhaustif entrant dans le cadre du nouveau dispositif a été réalisé en 2007.

En 2022, la commune comptait 241 habitants, en évolution de −3,98 % par rapport à 2016 (Saône-et-Loire : −1,06 %, France hors Mayotte : +2,11 %).
| 1793 | 1800 | 1806 | 1821 | 1831 | 1836 | 1841 | 1846 | 1851 |
| ---- | ---- | ---- | ---- | ---- | ---- | ---- | ---- | ---- |
| 180  | 210  | 214  | 241  | 237  | 227  | 233  | 263  | 252  |

| 1856 | 1861 | 1866 | 1872 | 1876 | 1881 | 1886 | 1891 | 1896 |
| ---- | ---- | ---- | ---- | ---- | ---- | ---- | ---- | ---- |
| 239  | 209  | 200  | 195  | 210  | 226  | 200  | 195  | 199  |

| 1901 | 1906 | 1911 | 1921 | 1926 | 1931 | 1936 | 1946 | 1954 |
| ---- | ---- | ---- | ---- | ---- | ---- | ---- | ---- | ---- |
| 180  | 164  | 155  | 150  | 129  | 120  | 130  | 104  | 105  |

| 1962 | 1968 | 1975 | 1982 | 1990 | 1999 | 2006 | 2007 | 2012 |
| ---- | ---- | ---- | ---- | ---- | ---- | ---- | ---- | ---- |
| 101  | 103  | 104  | 148  | 182  | 201  | 268  | 277  | 257  |

| 2017 | 2022 | - | - | - | - | - | - | - |
| ---- | ---- | - | - | - | - | - | - | - |
| 251  | 241  | - | - | - | - | - | - | - |

## Culture locale et patrimoine

### Lieux et monuments
Sont à voir à Montcoy :
- l'église, du XIXe siècle, sous le vocable de saint Pierre ;

L’église actuelle résulte, dans sa presque totalité, d'une reconstruction qui dura de 1858 à 1860. Les travaux furent financés par Monsieur de Montcoy, Antoine Lantin, qui demeurait dans le château voisin : démolition de l’ancienne flèche du clocher (à laquelle succéda une nouvelle flèche, faite d'une charpente en chêne recouverte d’ardoise), construction de deux nouvelles croisées et reconstruction de la façade d’entrée.
- le château de Montcoy.

## Pour approfondir